# Martin Scales
Martin Scales (Garmisch-Partenkirchen, 26 settembre 1967) è un chitarrista e compositore tedesco.
Iniziò a suonare a 10 anni e a 15 già suonava nei locali jazz del suo paese natale. Nel 1993, fondò gli Scalesenders assieme al fratello Patrick (basso elettrico) e a Johannes Enders (sassofono), Stefan Schmid (pianoforte) e Falk Willis (batteria).
Dopo aver studiato presso la prestigiosa New School di New York City, frequenta la Hochschule für Musik und Tanz Köln.
Fra il 1997 e il 2002, è il chitarrista della serie tv comica Bully Parade. Vive a Monaco di Baviera fino al 2007, poi si trasferisce a Francoforte, dove diventa membro permanente della hr-Bigband.
Dal 2007, insegna chitarra jazz alla Hochschule für Musik Freiburg.

## Discografia

### Con gliScales
- 1994 – This And More (GLM Musica)
- 1997 – Our House (Enja Records)
- 2000 – Grounded (Blue Note Records)

### Collaborazioni e partecipazioni
- 1996 – A New Shift (con Pee Wee Ellis; Minor Music)
- 1997 – Expect Me (con Alison Welles, Bob Mintzer, Dave Samuels; House Master Records)
- 2001 – Move It (con Tony Lakatos; Universal Music Group)
- 2001 – Urban Life (con Wolfgang Haffner; Skip)
- 2002 – Blue Eyed Soul (con Till Brönner; Verve Records)
- 2004 – Music in a Mirror (con Sabina Hank, Bob Mintzer; Quintone)
- 2006 – Africa is calling (con Biboul Darouiche & Soleil Bantu; BHM Productions)
- 2006 – The Ride (con Joo Kraus & Basic Jazz Lounge; Edel Records)